# Обрезки (Мордовия)
Обрезки — посёлок в Ичалковском районе Республики Мордовия России. Входит в состав Смольненского сельского поселения.

## История
Основан в 1926 году переселенцами из села Ичалки.

## Население
| 2002 | 2010 |
| ---- | ---- |
| 28   | ↘4   |

Национальный состав
Согласно результатам переписи 2002 года, в национальной структуре населения русские составляли 43 %, мордва-эрзя − 53 %